# Filipsdaalder
De Filipsdaalder of Philipsdaalder (oorspronkelijke officiële naam:  zilveren halve reaal) is een zilveren muntsoort die in 1557 in de Nederlanden werd ingevoerd, met daarop het portret van de toenmalige Spaanse koning Filips II. Op de munten verscheen zijn portret op de ene zijde en het wapen van Spanje op de andere zijde. Vanaf 1562 verschenen er ook kleinere denominaties:  ½ 1/4, 1/5, 1/10, 1/20 en 1/40 Filipsdaalders.
In 2017 werd in Noord-Holland een schat van bijna 90 zilveren munten gevonden. Deze bestond voor het grootste deel uit Filipsdaalders. Deze schat bevindt zich nu in het Westfries Museum.